# Jag – en kvinna 2
Jag – en kvinna 2. Äktenskapet är en dansk-svensk dramafilm från 1968 i regi av Mac Ahlberg. Filmen var en uppföljare till 1965 års Jag – en kvinna och huvudrollen spelas av Gio Petré.

## Om filmen
Filmen spelades in i Novaris fimstudio i Köpenhamn med Peer Guldbrandsen som producent och manusförfattare. Fotograf var Andreas Bellis och klippare Edith Nisted. Filmen premiärvisades den 22 mars 1968 i Danmark.

## Rollista
- Gio Petré	– Siv Holm
- Lars Lunøe – Hans Henrik Holm, antikvitetshandlare
- Hjördis Petterson	– Hans Henriks mor
- Bertel Lauring – direktör Svendsen, en kund
- Klaus Pagh – Leo Schmidt, läkare
- Kate Mundt – Ulla, Holms före detta fru
- Karl Stegger – Kristensen, en fordringsägare
- Sigrid Horne-Rasmussen – fru Nielsen, affärsinnehavarinnan
- Carl Ottosen – gäst på värdshuset
- Bjørn Puggaard-Müller – tvättbudet
- Else Petersen – fru Nielsens syster
- Georg Philipp – kund som inte är nöjd
- Poul Glargaard – fotointresserad kund
- Lise Thomsen – damen som tillkallar ambulans
- Erwin Anton Svendsen – fraktman
- Ebba With	– översköterskan
- Alice Kastrup – sjuksköterska

### Fotnoter
1. 1 2  ”Jag – en kvinna 2. Äktenskapet”. Svensk Filmdatabas. http://sfi.se/sv/svensk-filmdatabas/Item/?itemid=4827&type=MOVIE&iv=Basic&ref=/templates/SwedishFilmSearchResult.aspx?id%3d1225%26epslanguage%3dsv%26searchword%3djag+-+en+kvinna%26type%3dMovieTitle%26match%3dBegin%26page%3d1%26prom%3dFalse. Läst 8 april 2013.